# Lófajták listája

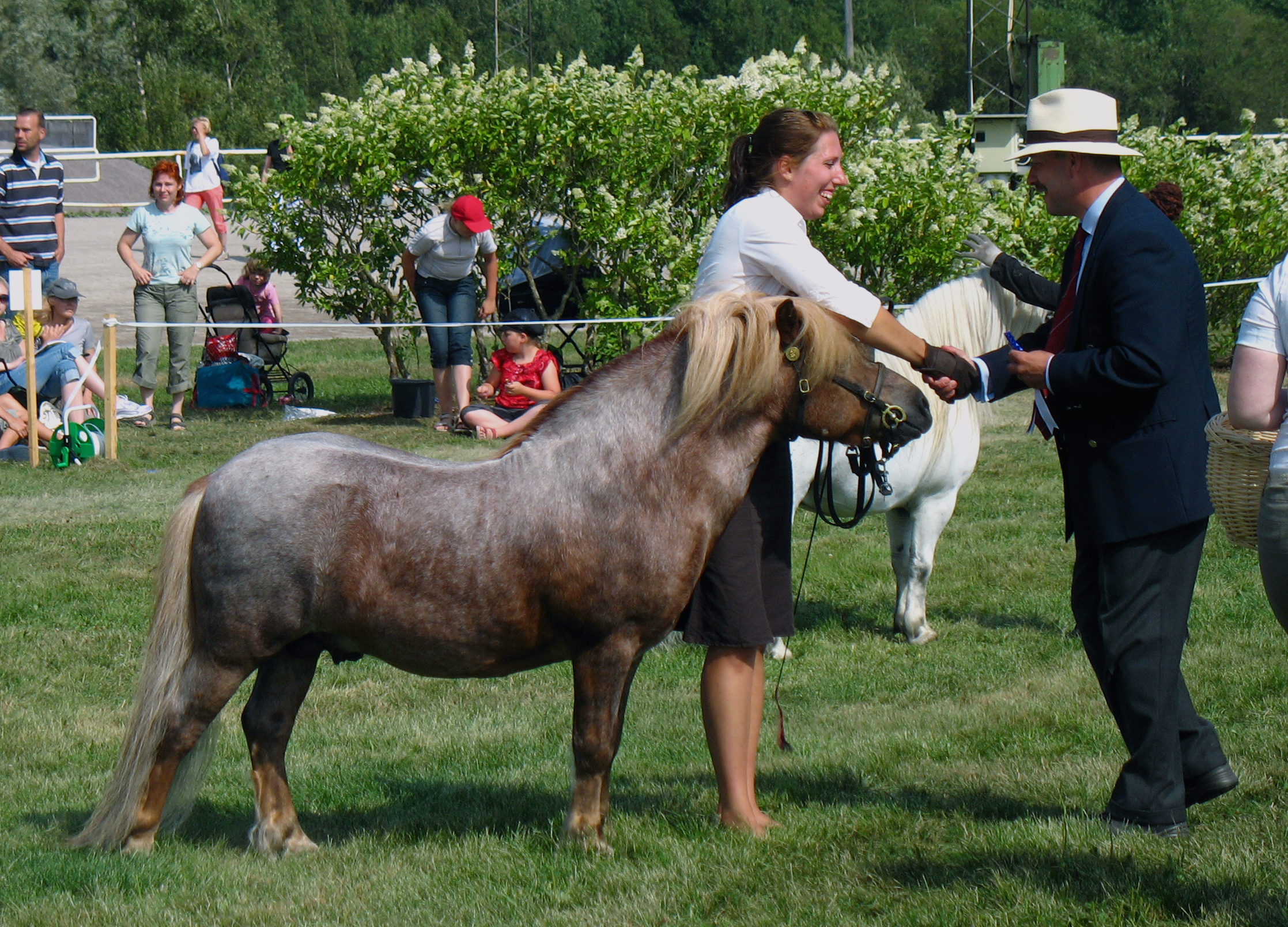
Shetlandi póni

A lófajták listája az alábbi:

## Hidegvérűésmelegvérű lovak

### A
- Abaco vadló
- Abtenauer
- Aegidienbergi
- Adaj
- Akhal teke
- Albán ló
- Albínó ló
- Al Khamsa
- Altai ló
- Alter Real
- Altmarki

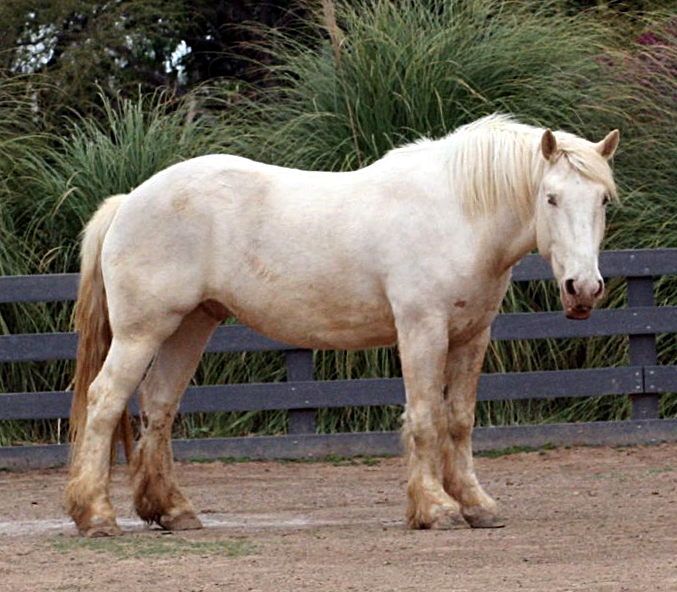
American Cream Draft
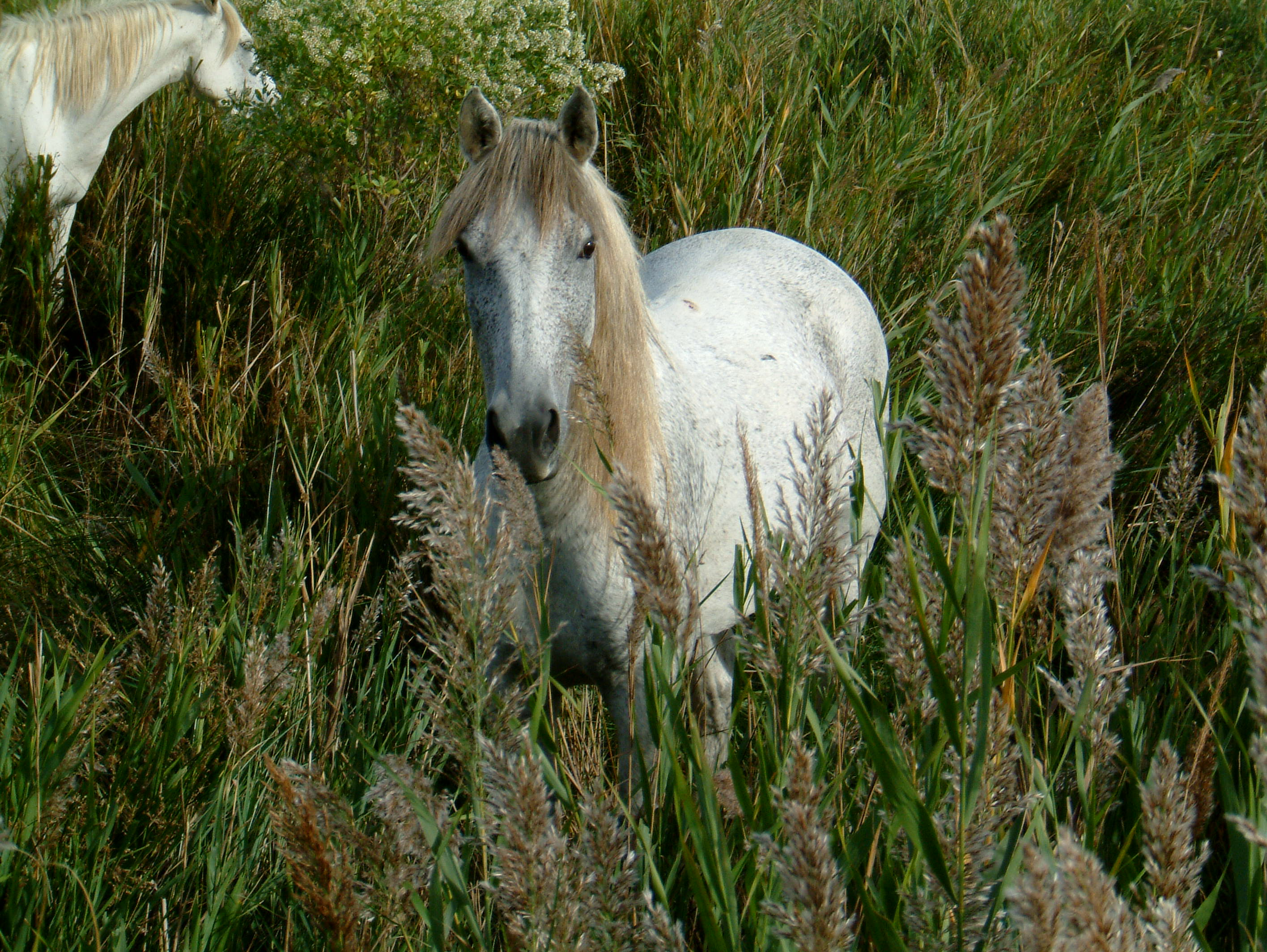
Camargue
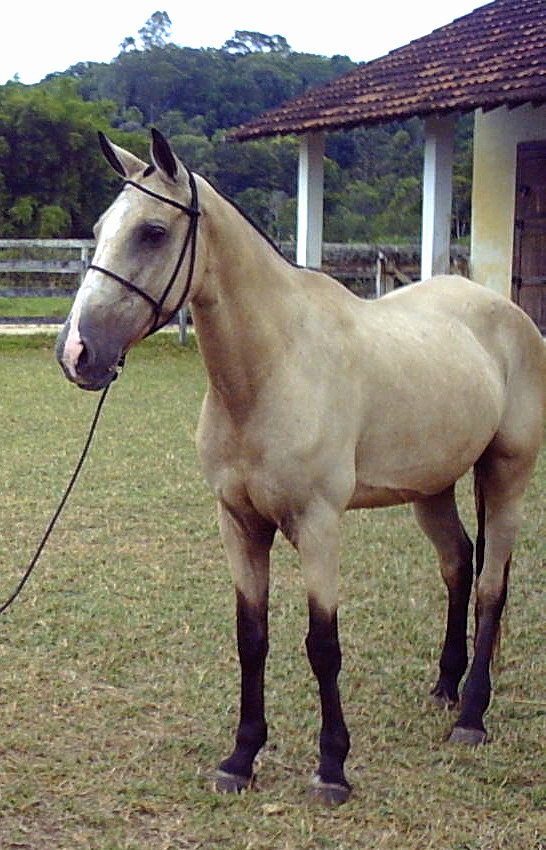
Campolino

- American Saddlebred Horse
- Amerikai foltos ló
- American Quarter Horse
- Amerikai melegvérű
- Amerikai paint
- Amerikai show ló
- Amerikai telivér
- Anatolian Native
- Andalúz
- Andravida
- Anglo Kabardin
- Anglo-Arab
- Anglo-Normann
- Angol telivér
- Appaloosa
- Appendix
- Appaloosa
- Arab félvér
- Arab telivér
- Arab
- Aralusian
- Arany Amerikai Hátasló
- Ardenneki
- Argentine Criollo
- Ariegeois
- Asturian
- Ausztráliai póni
- Ausztráliai Brumby
- Auxois
- Avelignese
- Azték ló

- American Cream Draft
- Camargue
- Campolino

### B
- Bajor melegvérű - melegvérű lófajta
- Bali(ló) - melegvérű lófajta
- Ban-ei -
- Basutó póni – melegvérű lófajta
- Belga hidegvérű - hidegvérű lófajta
- Belga melegvérű - melegvérű lófajta

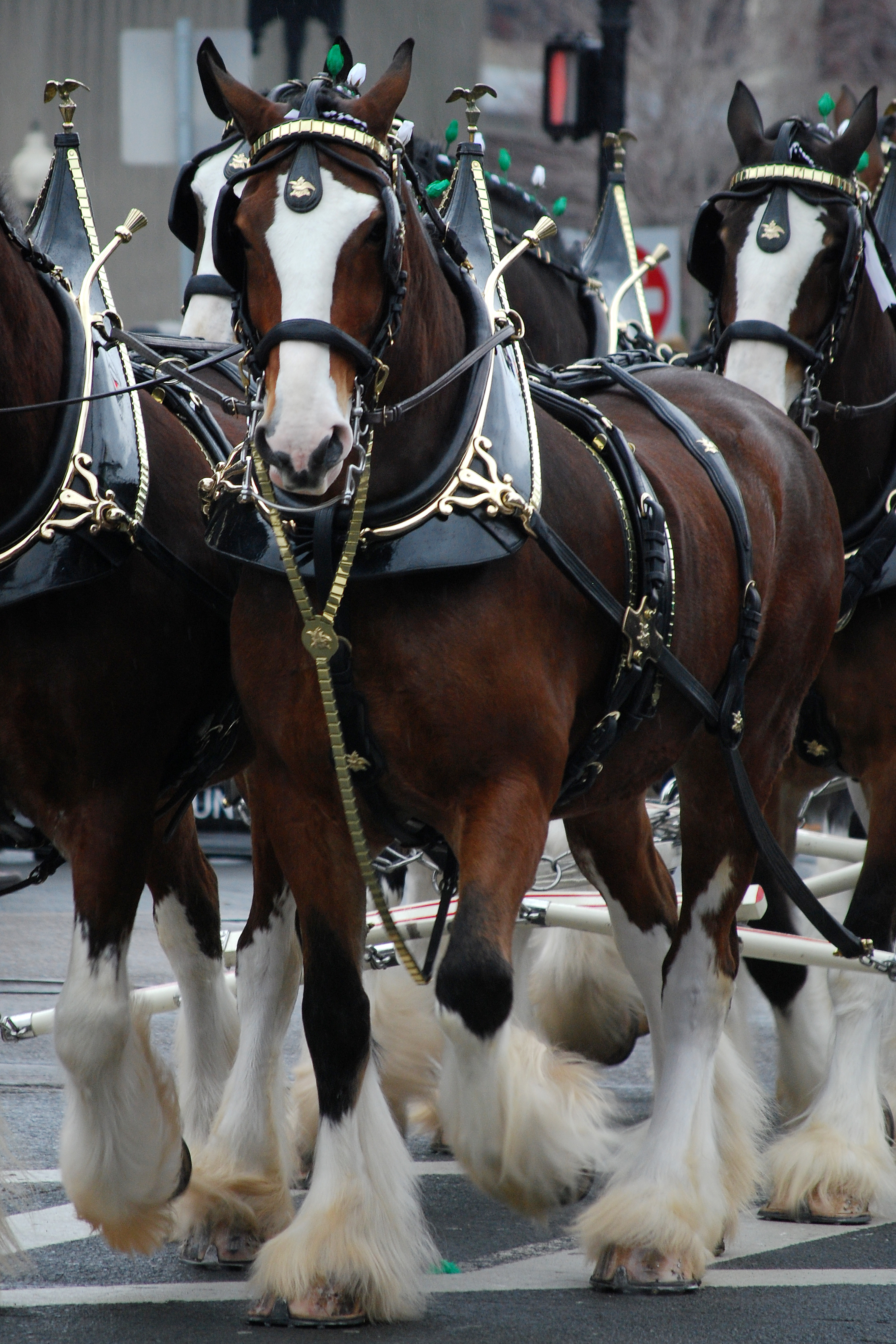
Clydesdale
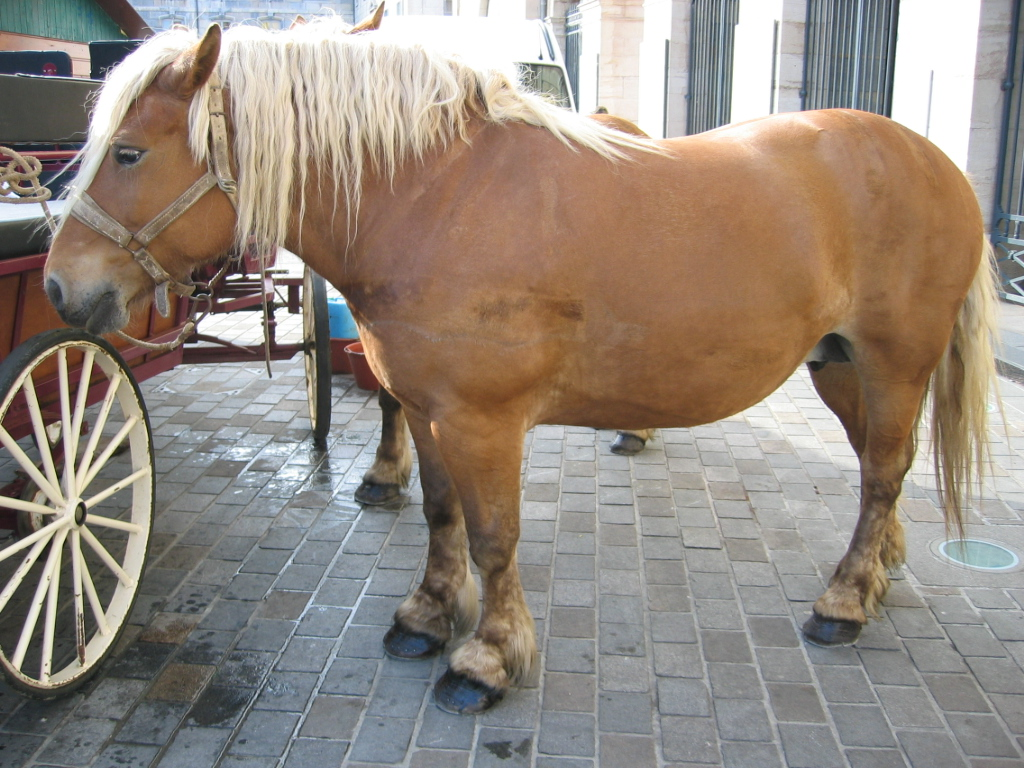
Comtois
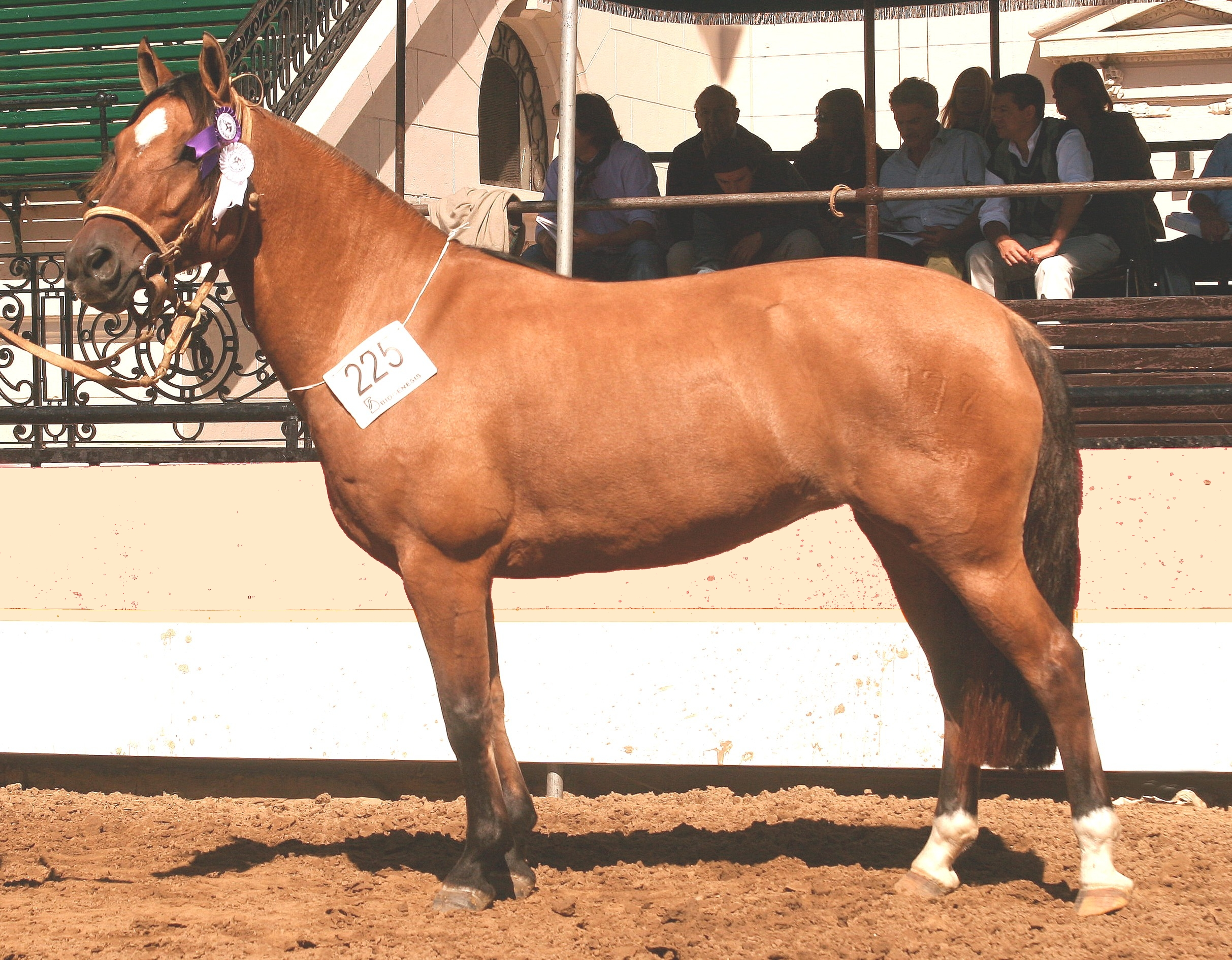
Crioulo
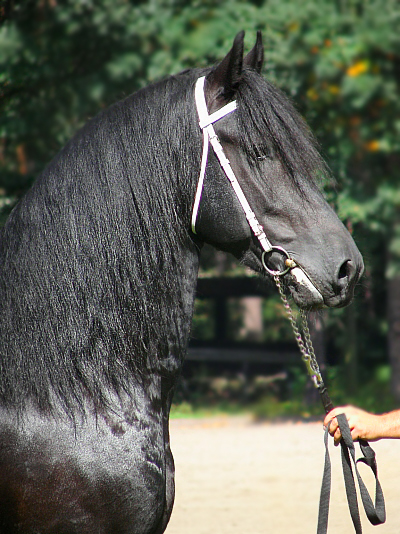
Fríz ló

- Belorusz fogatló
- Berber ló
- Bhutia póni
- Bitjug
- Blazer
- Boer
- Boszniai póni
- Boulonnais
- Bourguignon - kihalt fajta
- Brandenburger - melegvérű lófajta
- Bretó Cerda
- Breton(ló) – hidegvérű lófajta
- Brindle Horse
- Brit Sport ló
- Brit melegvérű – melegvérű lófajta
- Brumby-ló – Ausztrália vadlova
- Buckskin
- Bugyonnij
- Bulgarer
- Burguete
- Buryat

- Clydesdale
- Comtois
- Crioulo
- Fríz ló

### C
- Caballo Chileno
- Calabrese (lófajta)
- Camargue-i ló - melegvérű lófajta
- Campolino
- Cayuse Indián Póni - lófajta
- Charollais
- Charantais
- Cheju
- Chickasaw
- Cleveland bay - melegvérű lófajta
- Clydesdale - hidegvérű lófajta
- Comtois
- Connemara póni
- Crioulo
- Cseh hidegvérű
- Cseh melegvérű

### D
- Dán melegvérű
- Danube
- Deliboz
- Délnémet hidegvérű - hidegvérű lófajta
- Dole
- Doni ló - melegvérű lófajta
- Dongola
- Döle ügető
- Dartmoor póni

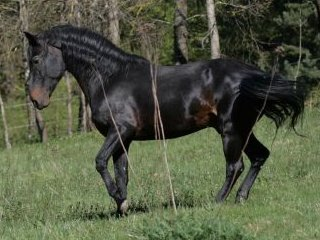
Kabardini
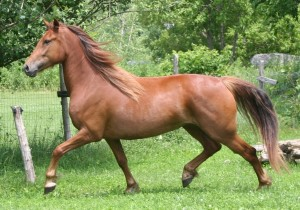
Kanadai ló
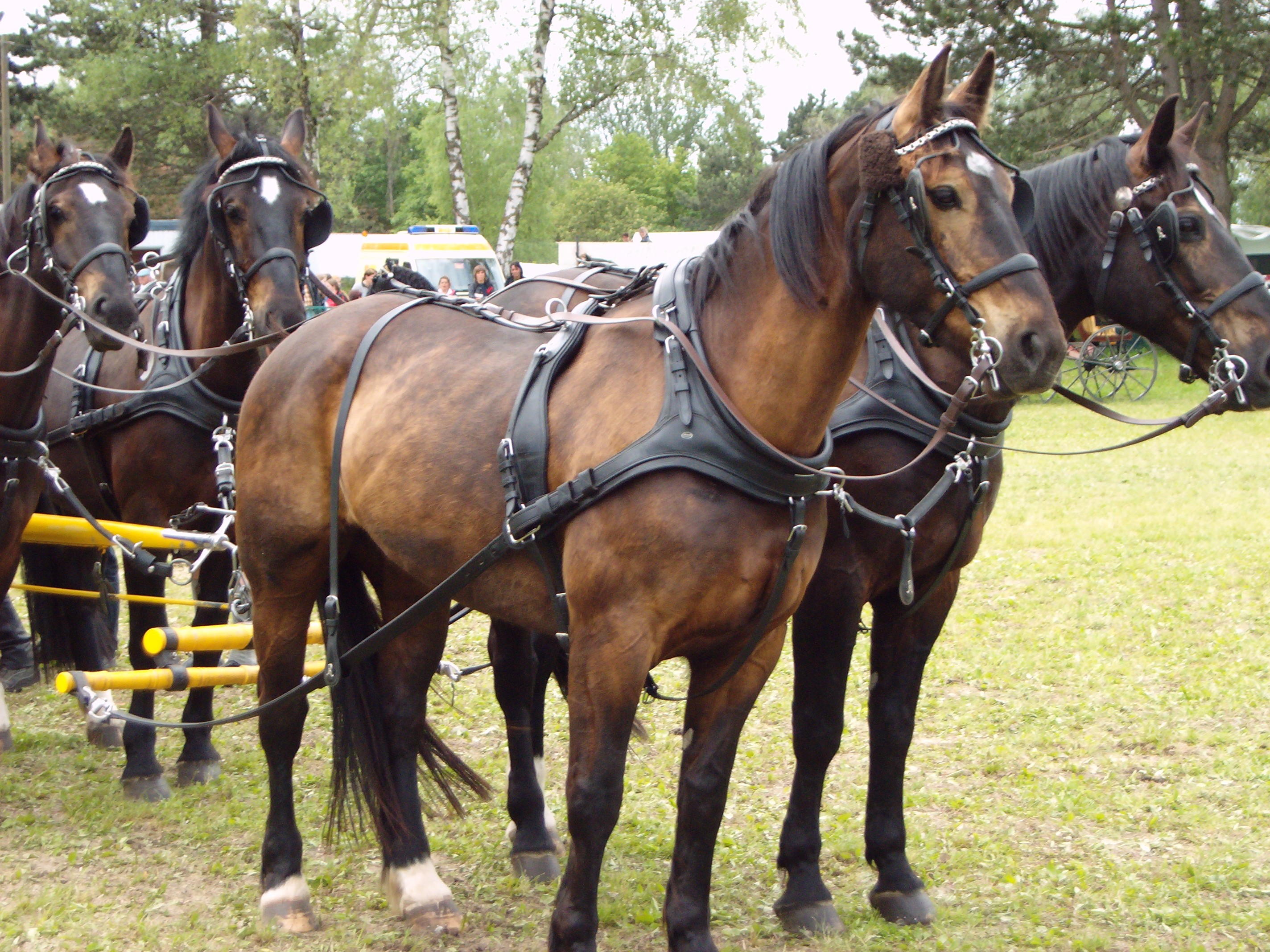
Keletfríz ló
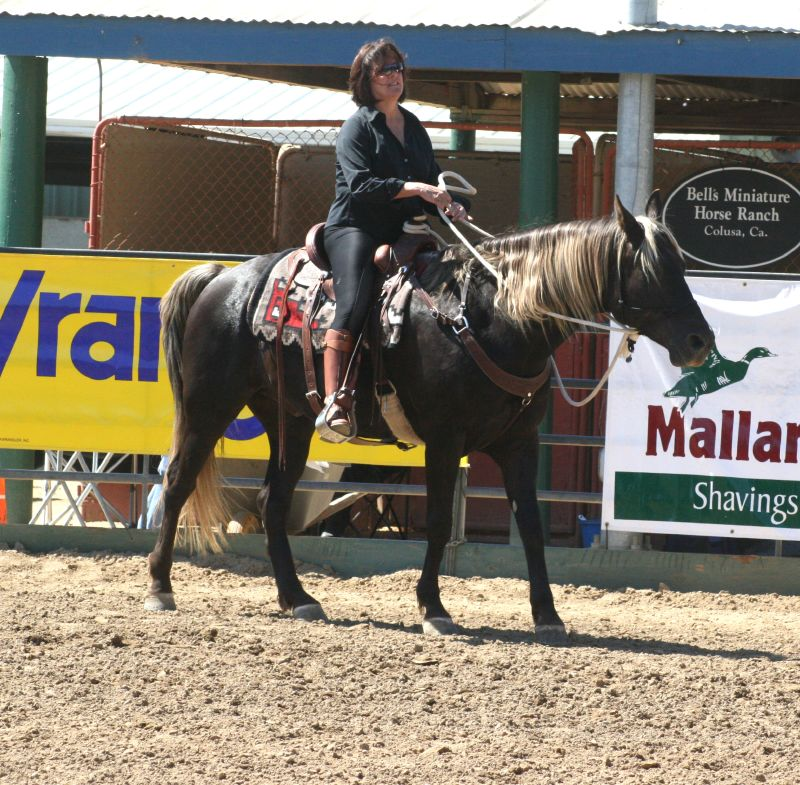
Kentucky hegyi hátasló

### E

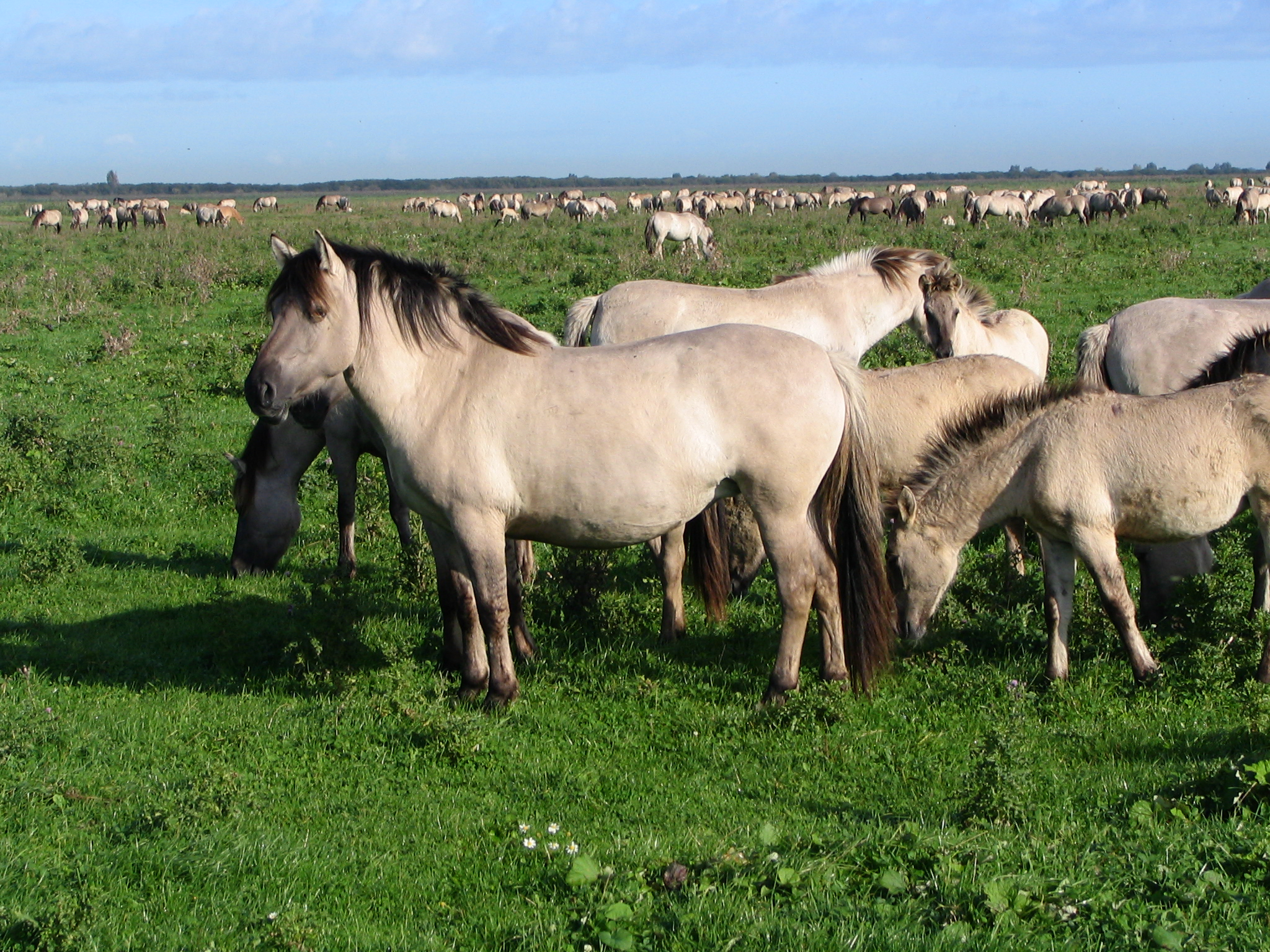
Konyik ló
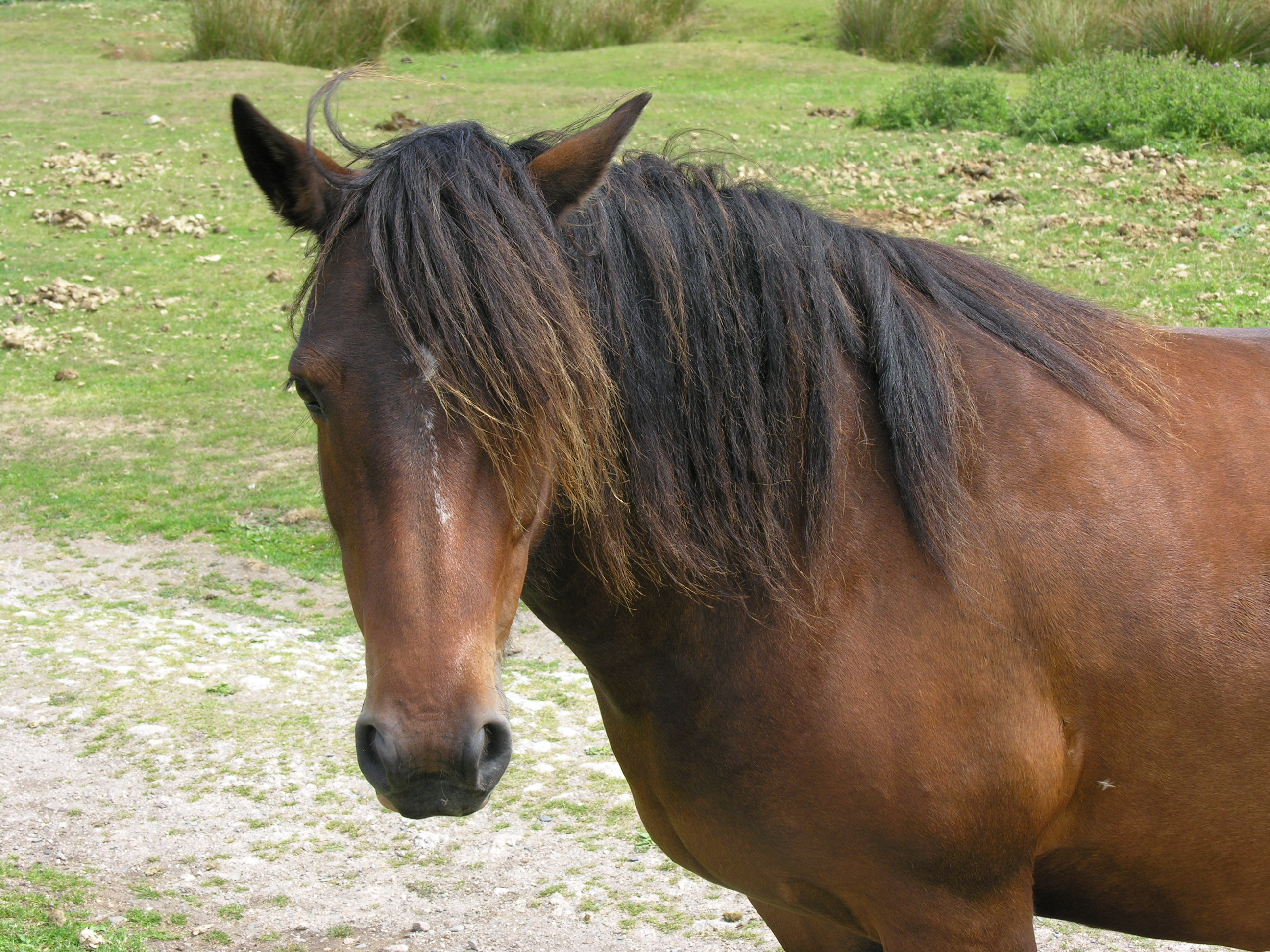
Lundy póni

- Egyiptomi(lófajta)
- Észak-Amerikai poroszkáló ló
- Észak-Svéd ló
- Északi hátasló
- Északi igásló
- Északkeleti ló
- Észtországi Natív
- Exmoor póni -vadló

### F
- Fell póni/kisló
- Finn hidegvérű
- Finn ló
- Fjord póni
- Fleuve
- Fouta
- Francia ügető
- Francia Félvér
- Frederiksborgi
- Freiberger
- Francia hátasló
- Francia ügető
- Fríz ló
- Furioso-north star

### G

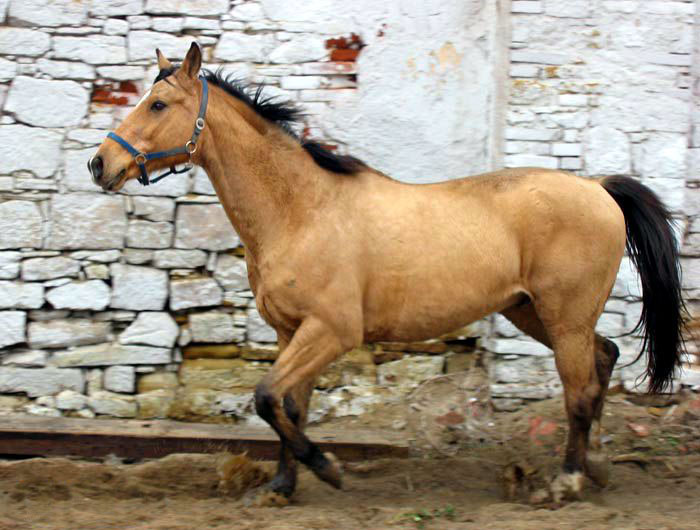
Kinsky
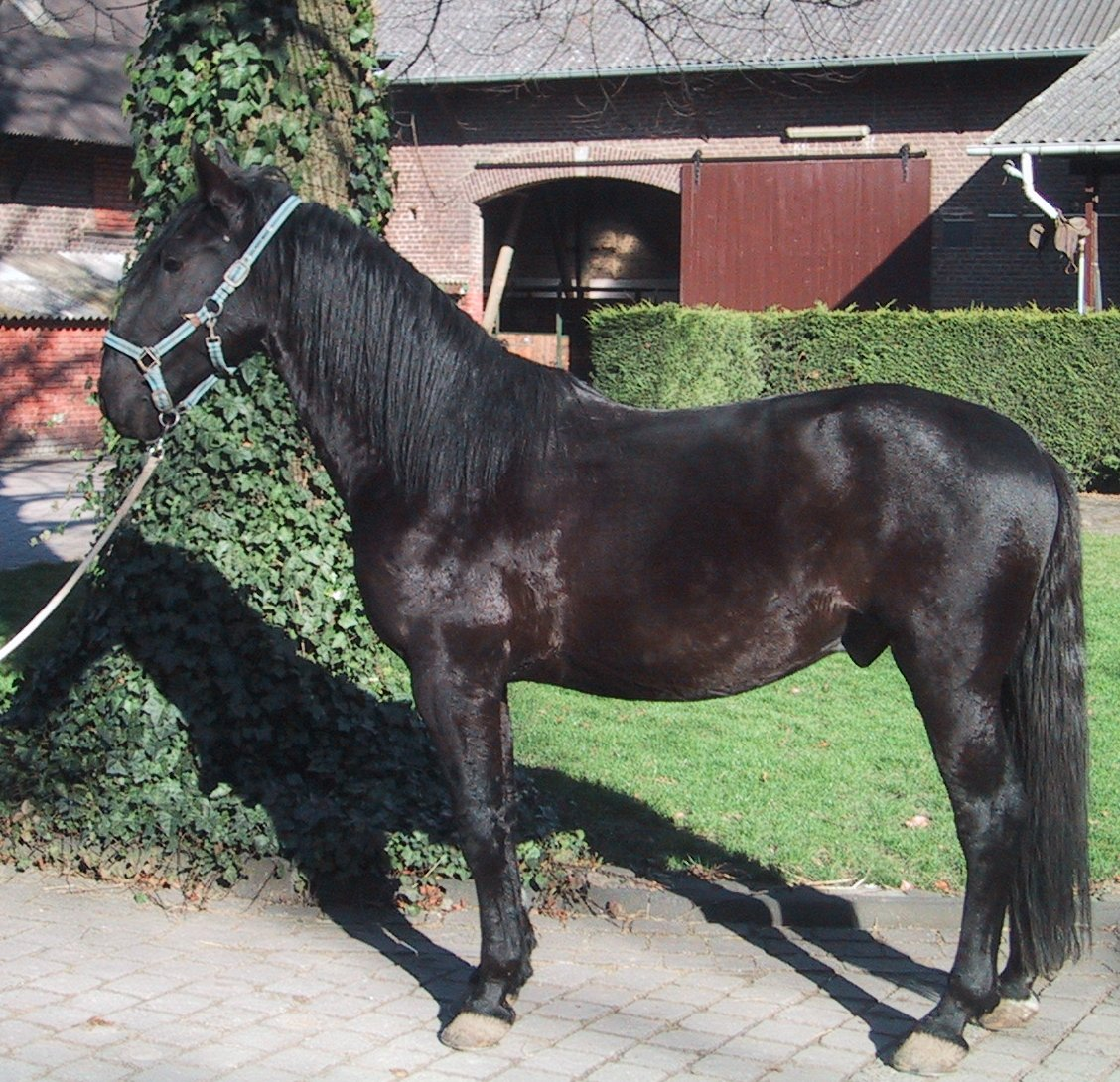
Kladrubi

- Galiceno
- Garrano – melegvérű lófajta
- Gelderlander
- Georgiai Grand ló
- Gidrán
- Groningeni
- Gypsy vanner/tinker cob

- Kinsky
- Kladrubi

### H
- Hackney
- Hannoveri
- Haflingi
- Hegu
- Hess és rajnai ló
- Hesszeni
- Hirzai
- Holland melegvérű
- Holland igásló
- Holsteini ló
- Hucul ló
- Hunter

### I
- Indiai ló
- Iomud
- Izlandi póni
- Izraeli ló
- Ír hobbiló
- Ír igásló
- Ír sportló

### J
- Jinzhou
- Jütland ló

### K
- Kabardini
- Kalmyk
- Kanadai ló
- Kanadai Sport ló
- Karabakh
- Karabair
- Karelian
- Karthúsiai ló
- Kaszpi
- Kathiawari
- Kazakh
- Kelet Bolgár ló
- Keletfríz ló
- Kentucky hegyi hátasló
- Kinsky
- Kisbéri félvér
- Kiso
- Kladrubi
- Knabstruppi ló
- Konik
- Kuhaylan
- Kunfakó
- Kushum
- Kustanair

### L
- Landais
- Lett ló
- Lett hidegvérű
- Limousin ló
- Lipicai ló
- Lippit Morgan
- Litvániai ló
- Llanero
- Lokai
- Losino
- Luzitán ló

### M
- Magyar félvér
- Magyar sportló
- Magyar hidegvérű
- Magyar ügető
- Malopolski

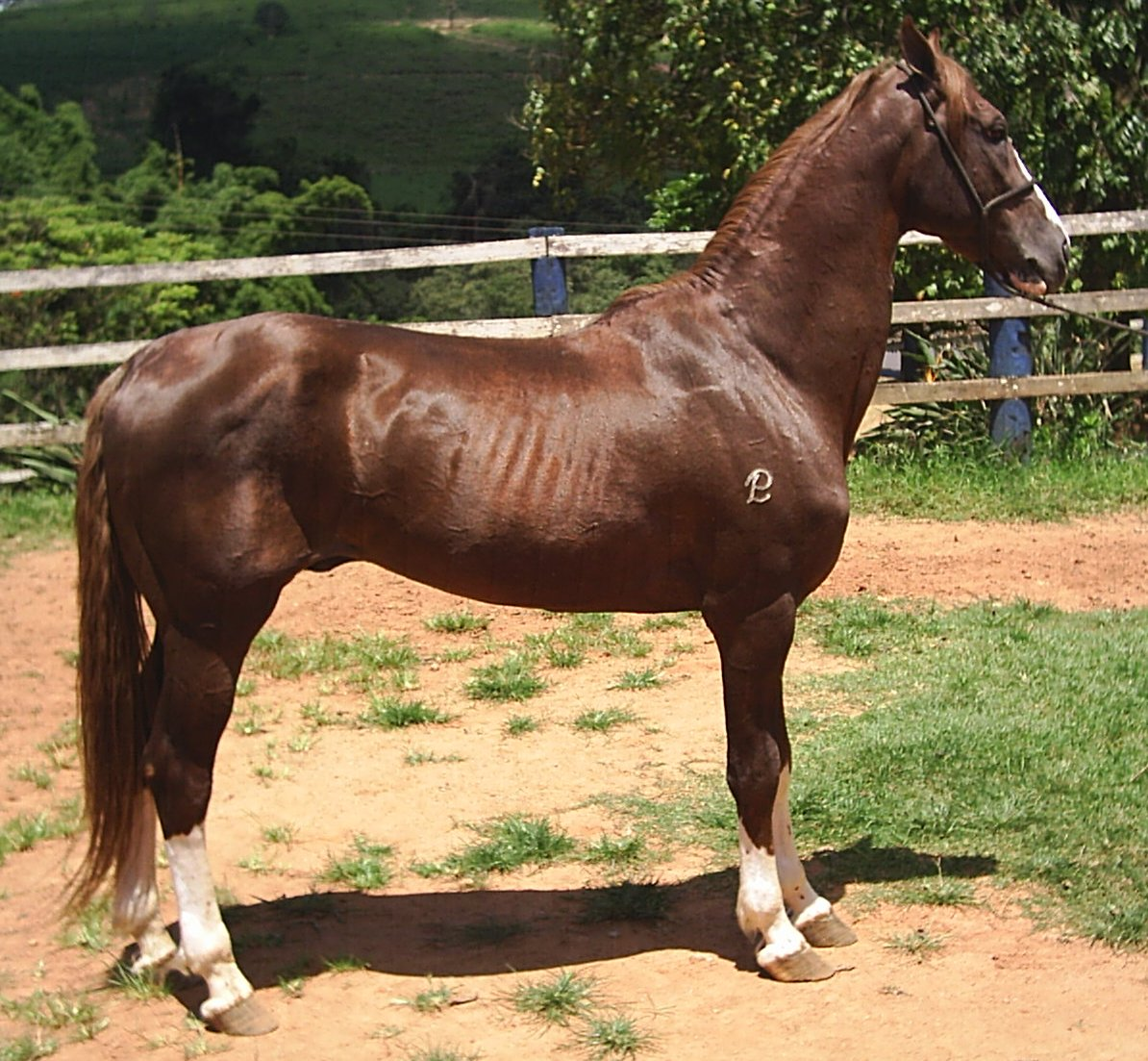
Mangalarga
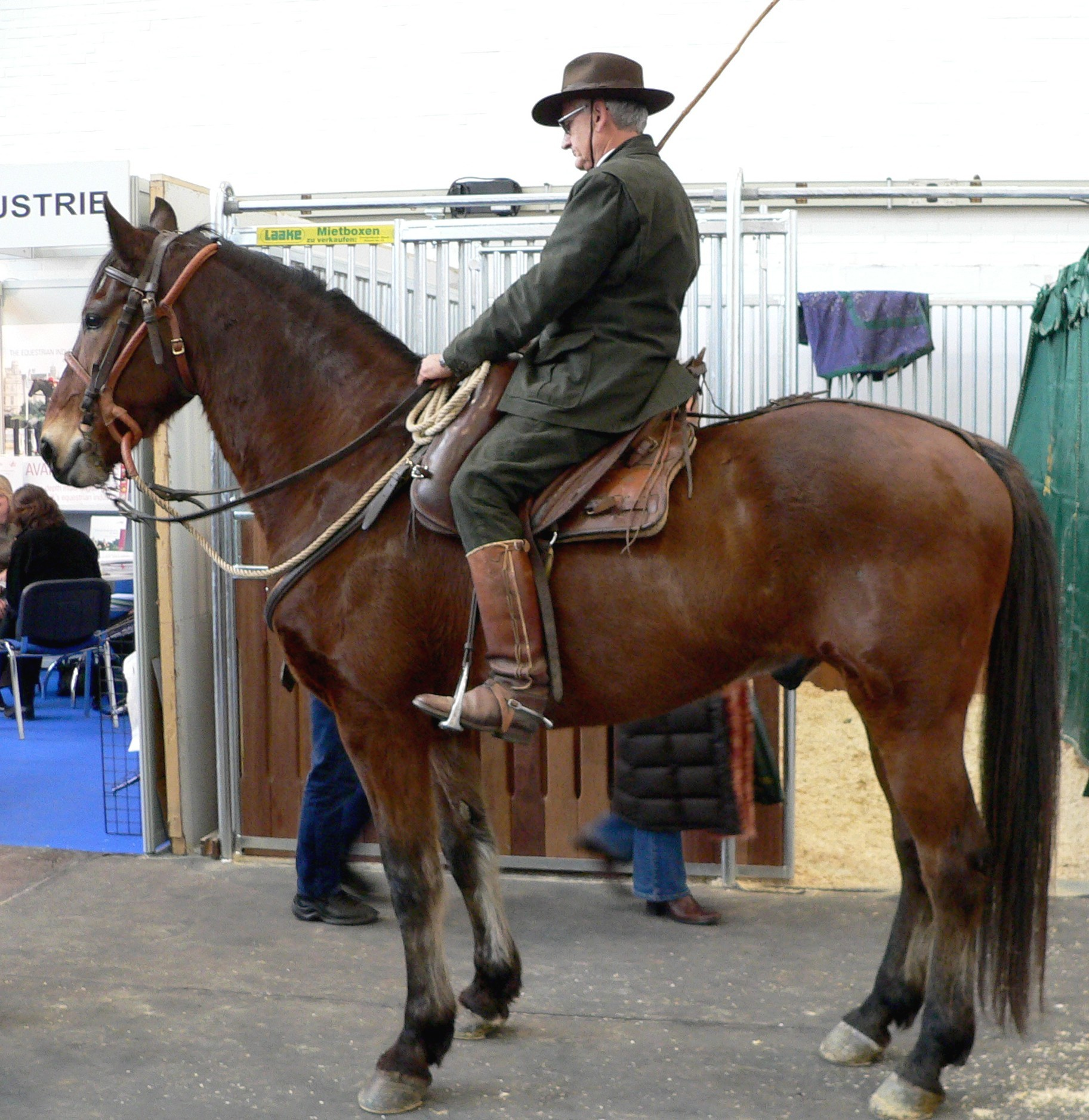
Maremman

- Mangalarga Marchador
- Maremann
- Marismeno
- Marokkói Berber ló
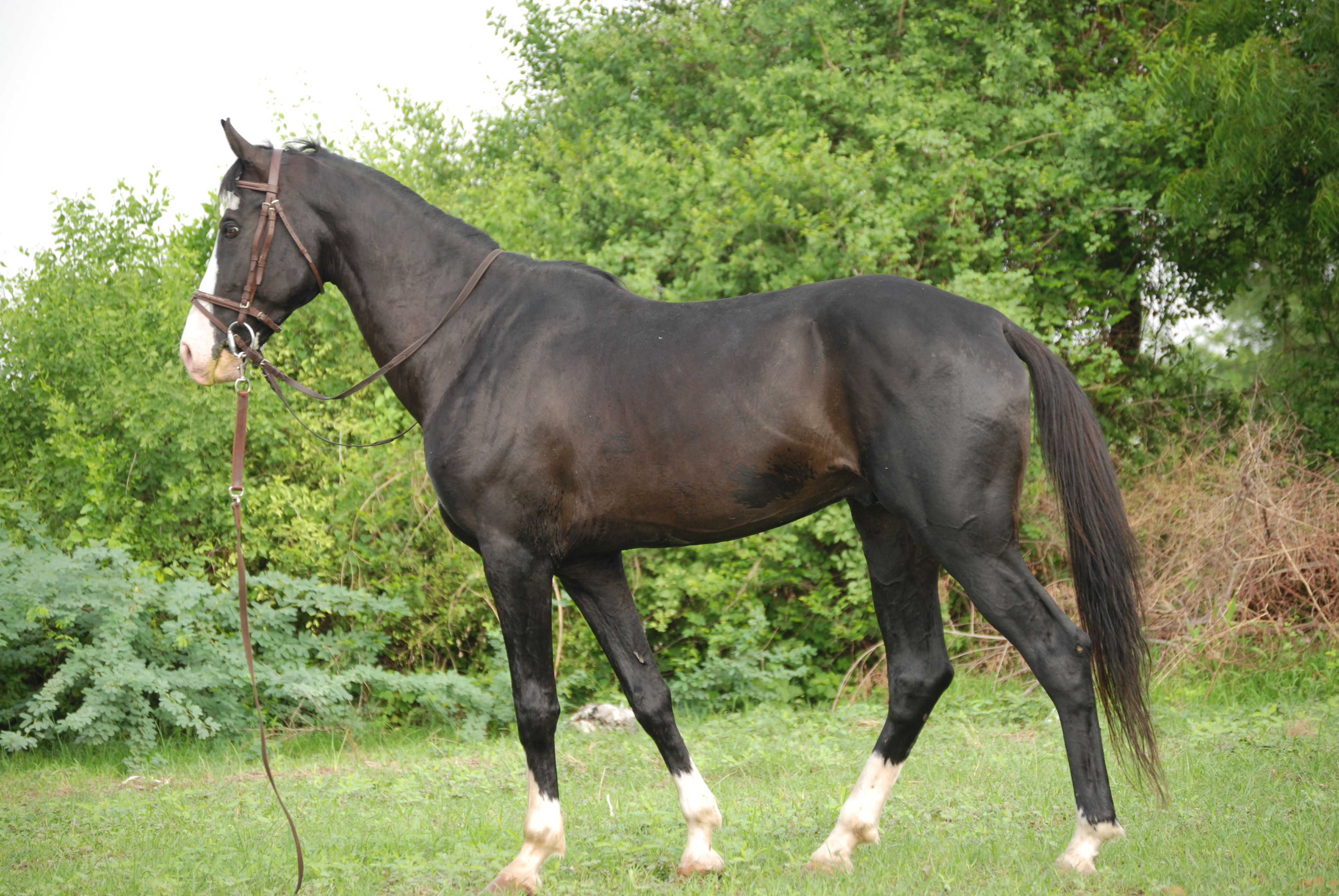
Marwari
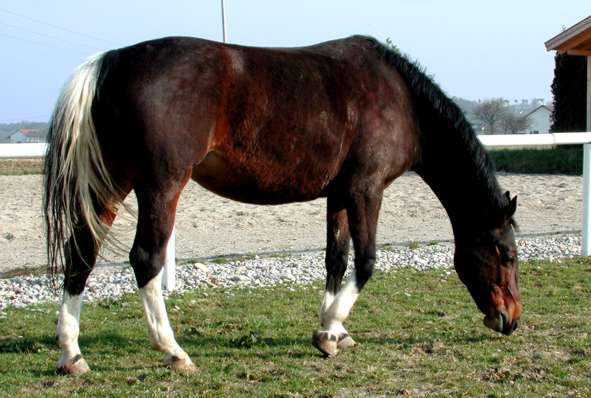
Masuren
- Mezőhegyesi sportló
- Mecklenburgi
- Mecklenburgi hidegvérű
- Medicine Hat horse
- Menorquin
- Messara
- Mezen
- Miharu - kihalt lófajta
- Mingrelian
- Minusinsk
- Musztáng
- Misaki
- Missouri fox trotter
- Miyako
- Mongol ló
- Montana Travler
- Morab
- Morgan
- Morocco Spotted Horse
- Morochuco
- Mountain Pleasure Horse
- Moyle
- Muraközi
- Murgese
- Mustráng

- Mangalarga
- Maremman
- Marwari
- Masuren

### N
- Nápolyi (lófajta)
- Narraganset Pacer
- National Show ló
- National Spotted Saddle horse
- New Forest
- Nez Perce
- Német hátas póni
- Német sportló
- Nigériai ló
- Nokota
- Noriker
- Nóri ló
- Noma
- Nóniusz
- Norman cob
- Norfolk ügető
- Nyugat-Afrikai Berber

### O
- Obua kihalt fajta
- Ocracoke
- Olasz hátasló
- Olasz hidegvérű
- Oldenburgi
- Orlov ügető
- Orosz hátasló
- Orosz igásló
- Orosz ügető
- Öszvér

### P
- Pahlavan
- Palomino
- Pampa
- Pantaneiro
- Paso
- Paso fino
- Percheron
- Persano
- Perui paso
- Perzsa Arab
- Pintabian
- Pinto (amerikai foltos ló)
- Pinzgauer
- Pleveni ló
- Poitou ló
- Polesian
- Posavac
- Pozan (lófajta)
- Przewalski-ló

### Q
- Qatgani
- QuArab
- Quariesian
- Quarter horse
- Quarter póni

### R
- Rajnai melegvérű
- Rajnai-Német hidegvérű
- Ranchero Stock horse
- Renano
- Riding Horse
- Rijpaard
- Rocky mountain póni
- Román sportló
- Rottal

### S
- Sadecki
- Saddlebred
- Salerno (lófajta)
- Sanhe
- Schleswigi hidegvérű
- Schwarzwaldi
- Selle francais
- Semigreu Romanesc
- Senne
- Shagya-arab
- Shetlandi póni
- Shirazi
- Shire (ló)
- Slaski
- Slatinany
- Sokólsk
- Sorraia póni
- Spanyol Berber
- Spanyol ló
- Spanyol Musztáng
- Spanyol-Norman ló
- Spanyol Jennet ló
- Spotted horse
- Standardbred
- Stuhm
- Strelet Arab
- Suffolk Punch
- Sulphur
- Sulphur Springs Musztáng
- Svéd ardenni
- Svéd félvér
- Svéd melegvérű
- Svájci melegvérű
- Szardíniai ló
- Szicíliai ló
- Sziléziai Nóri
- Szíriai ló
- Szlovén hidegvérű
- Szovjet igásló
- Szudán ló

### T
- Taishu
- Tarpán -Talán a Przewalski-lónak az alfaja
- Tawleed
- Tchenarani
- Tennessee walker ló
- Tennuvian
- Tersk ló
- Thesszáliai ló
- Tigris ló
- Tinker cob˛/ Gypsy vanner
- Tolfetano
- Torij(Észt hidegvérű)
- Torik (Észt melegvérü)
- Tosa - kihalt faj
- Trakehneni
- Tuigpaard
- Tundra ló - kihalt faj
- Türkmén ló
- Tyerszki ló

### U
- Ukrajnai Saddle

### V
- Vendéen
- Vesztfáliai hidegvérű
- Viatka
- Virginia Highlander
- Vlaamperd
- Vladimir ló

### W
- Walkaloosa
- Welsh cob
- Welsh póni
- Westfáliai (lófajta)
- Wielkopolski
- Württembergi (lófajta)
- Wilbur-Cruce Spanish

### X
- Xilongol

### Y
- Yabou
- Yili (lófajta)
- Yorkshire kocsiló

### Z
- Zeeland
- Zemaitukas
- Zweibrückeni (lófajta)

## Pónik és kislovak

### A
- Abesszíniai
- Aenos
- American Gaited

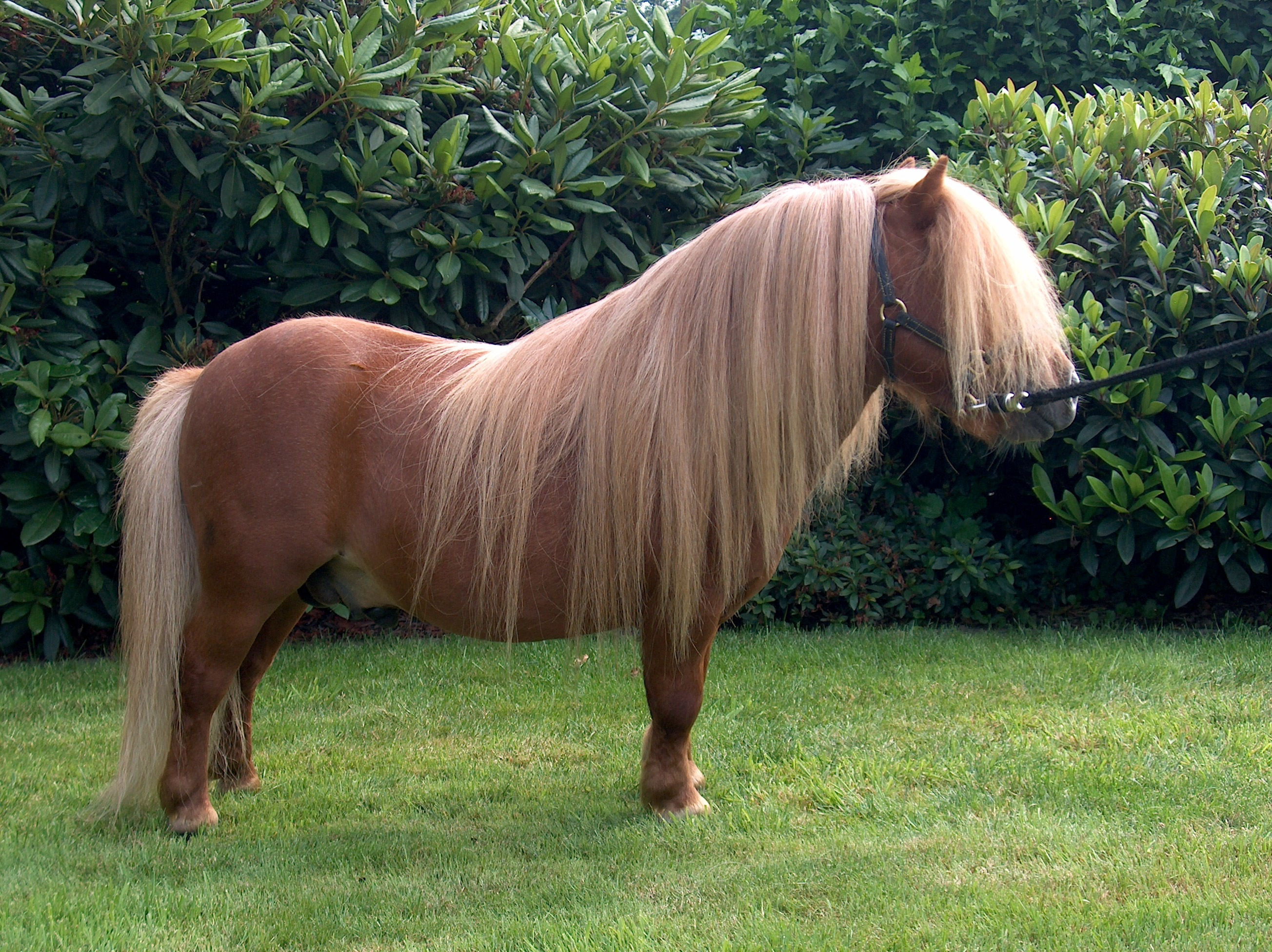
American Show Pony - Shetlandi póni
- Amerikai Miniatűr ló
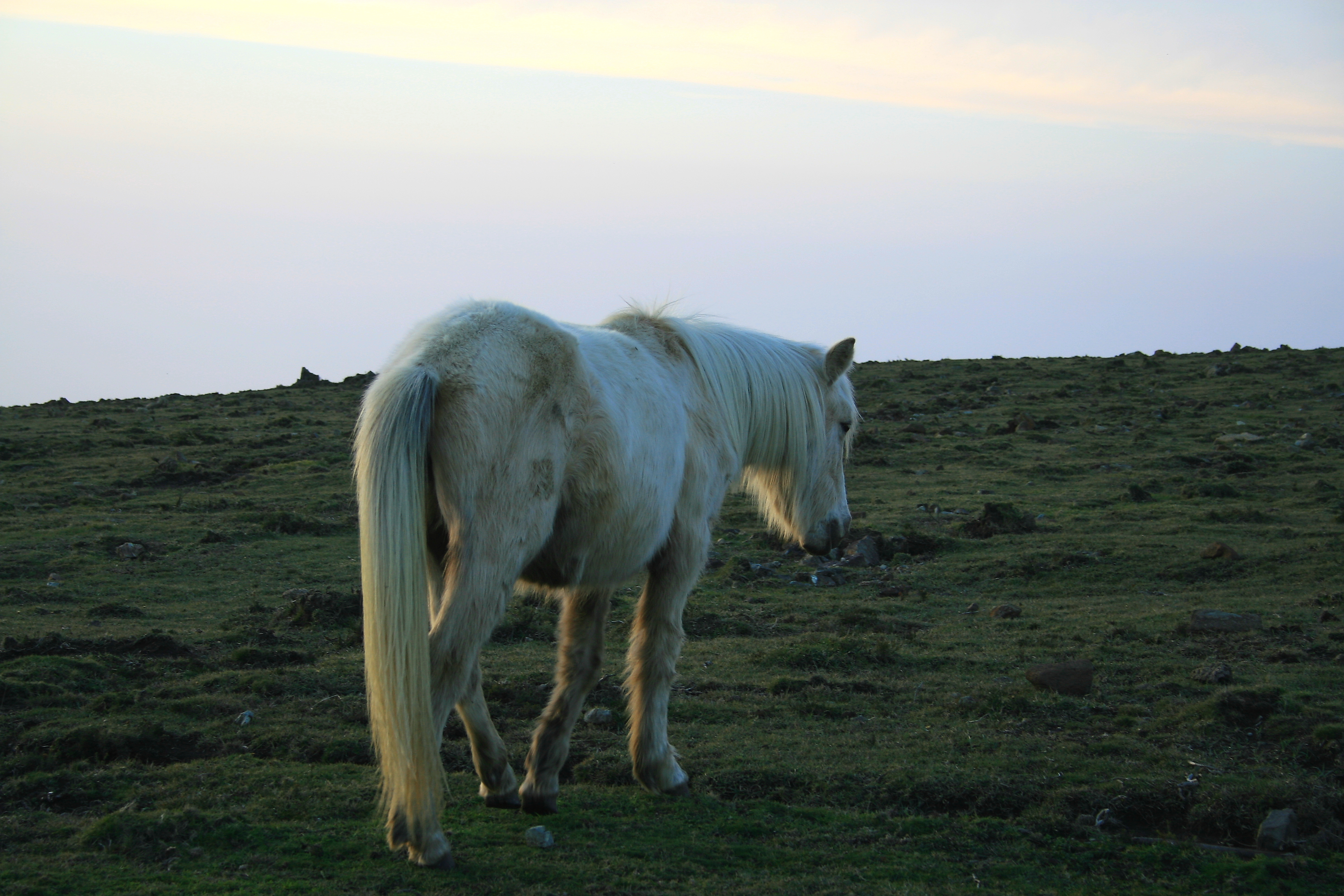
Amerikai póni
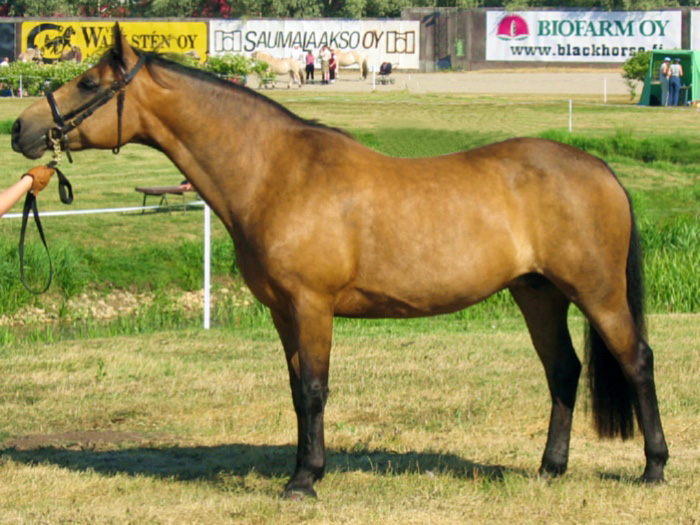
Amerikai Quarter póni
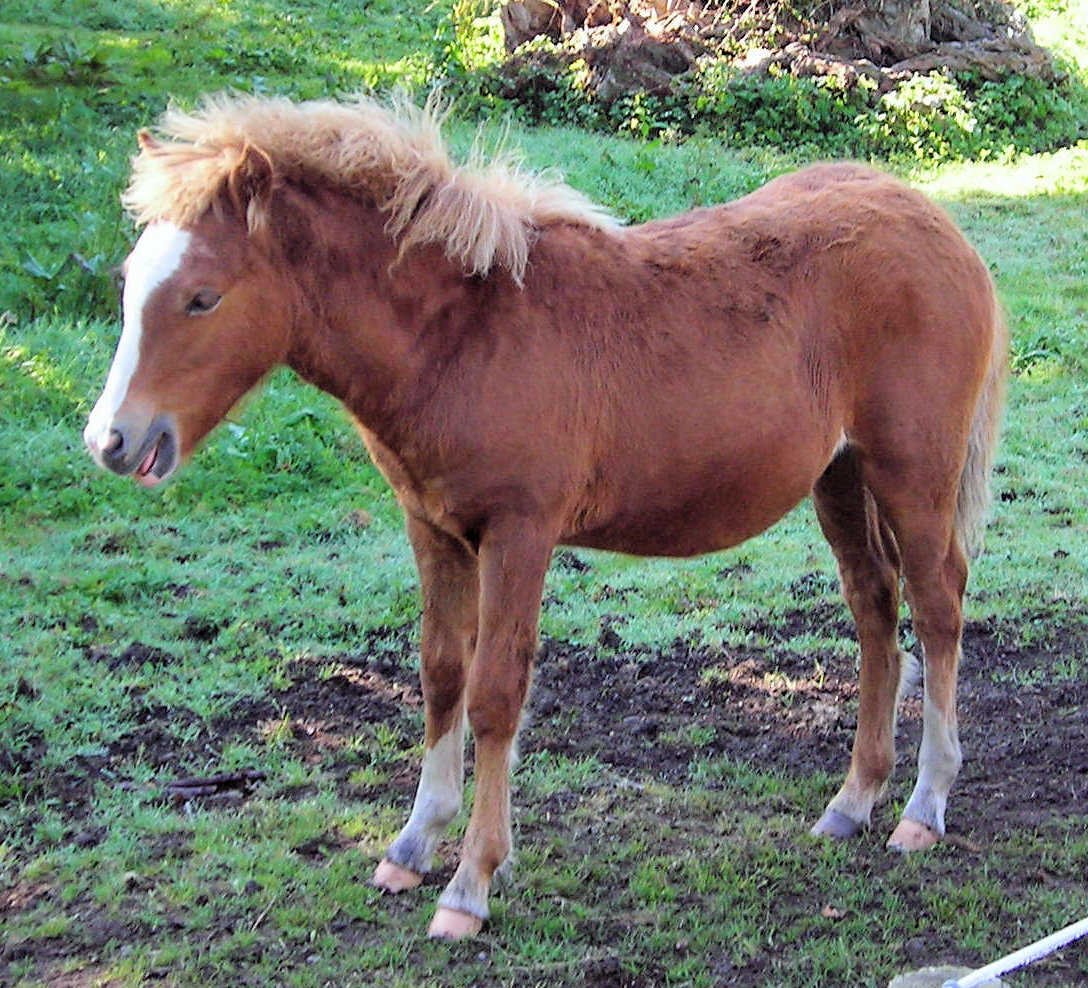
Kerry Bog Póni

- Amerikai sétáló póni
- Angol hátaspóni
- Adayev
- Ariegeois
- Assateague
- Ausztrál hátaspóni
- Ausztrál póni

- Shetlandi póni
- Galíciai póni
- Connemara póni
- Kerry Bog Póni

### B
- Baleár – póni fajta
- Baluchi – kisló fajta
- Banker - póni fajta
- Bardigiano - póni fajta
- Bashkir - póni fajta
- Bashkir curly horse - póni fajta
- Basque-Navarre – kisló fajta
- Batak – póni fajta
- Bhirum póni - póni fajta
- Brit Pettyes póni – póni fajta
- Burmese vagy Shan - póni fajta

### C
- Chickasaw - póni fajta
- Connemara póni - póni fajta

### D
- Dales póni - póni fajta
- Dartmoor póni - póni fajta
- Döle Trotter - póni fajta

### E
- Eriskay póni – póni fajta
- Exmoor póni – póni fajta

- Konyik ló
- Lundy póni

### F
- Faeroes póni – póni fajta
- Falabella – póni fajta
- Fell póni – póni fajta

### G
- Galíciai póni – póni fajta
- Galloway póni - póni fajta
- Gotland póni – póni fajta
- Guangxi(lófajta) – póni fajta
- Gypsy Vanner – Tinker póni

### H
- Hackney póni
- Haflingi kisló
- Highland póni
- Hokkaido póni

### I
- Izlandi póni
- Indiai ló
- Indiai póni

### J
- Jakut póni
- Jávai póni
- Jugoszláv hegyi póni

### K
- Kaspi póni
- Kerry Bog Póni
- Kínai póni
- Kirdi póni
- Konyik ló

### L
- Landesi póni
- Lundy póni
- Lipicai

### M
- Manipur ló
- Miszaki póni
- Magyar félvér
- Mezőhegyesi félvér

### N
- Nafan más néven Tibeti póni
- Narym
- Német lovagló-póni
- New forest
- Newfoundland póni
- Noma
- Nooitgedacht póni
- Norvég póni
- Nyugat-Szudáni póni

### O
- Ob (lófajta)
- Ocracoke

### P
- Peneia
- Pindos póni
- Póló póni
- Pintó

### R
- Riwoche

### S
- Sable szigeti póni
- Sandalwoodi póni - Sandalwood
- Skyrosi ló
- Spiti póni
- Sumba és Sumbawa póni
- Sunicho póni
- Szomáli póni
- Shetlandi póni

### T
- Tavda
- Timor póni
- Tokara póni
- Törpeló
- Tinker póni

### V
- Vesztfáliai póni
- Vladimir ló

### W
- Welara
- Welsh póni
- Weser-Ems póni

### Y
- Yanqi
- Yonaguni

### Z
- Zaniskari póni
- Zemaituka